# USS Constellation (CV-64)
USS Constellation (CV-64) bio je američki nosač zrakoplova u sastavu Američke ratne mornarice i jedan od nosača klase Kitty Hawk. Bio je treći brod u službi Američke ratne mornarice koji nosi ime Constellation. Služio je od 1961. do 2003. godine.
Povučen je iz službe 2003. godine i trenutno čeka svoju konačnu sudbinu.

### Zajednički poslužitelj
|  | Zajednički poslužitelj ima stranicu o temi USS Constellation (CV-64)    |
|  | Zajednički poslužitelj ima još gradiva o temi USS Constellation (CV-64) |